# Kinga Łozińska
Kinga Łozińska (ur. 1961. r. w Zakopanem) – polska przedsiębiorczyni i aktywistka społeczna.
Ukończyła studia z etnografii na Uniwersytecie Jagiellońskim.
Współtwórczyni sieci kawiarnianej Green Coffee razem z Adamem Ringerem. 
Od 2004 roku jest wspólniczką i prezesem zarządu firmy Paragona, która prowadzi międzynarodową rekrutację i edukację w branży medycznej, zajmującej się mobilnością zawodową pracowników medycznych w Unii Europejskiej. W ramach tej działalności podkreśla, że formalne przepisy dotyczące mobilności w UE nie są wystarczające, i że konieczne są nauka lokalnych języków i procedur zarządzania medycznego kraju wykonywania zawodu. 

## Działalność społeczna
W 2018 roku została przewodniczącą Zarządu Regionu Mazowieckiego Komitetu Obrony Demokracji a w 2019 roku wiceprzewodniczącą KOD. 1 listopada 2020 roku stała się jedną z założycielek Rady Konsultacyjnej, która powstała w kontekście protestów w październiku 2020 przeciw dalszemu zaostrzeniu prawa antyaborcyjnego.
Jej działalność w KOD obejmowała protesty, m.in. w grudniu 2018 roku przed ambasadą Węgier przeciwko nowemu węgierskiemu prawu umożliwiającemu pracodawcom zmuszanie pracowników do nadgodzin. Współtworzenie Rady Konsultacyjnej stanowiło ważny krok w walce o prawa obywatelskie i zmiany społeczne w Polsce. 
Jest przyjaciółką Forum Dialogu oraz członkinią i darczyńcą organizacji takich jak Amnesty International, Otwarta Rzeczpospolita, Otwarte Klatki i WWF Polska.
Autorka bloga podróżniczego Ścieżki, członkini jury Warszawskiego Maratonu Fotograficznego.

## Publikacje
- „Jan Paweł II – bohater masowej wyobraźni” w Literatura Ludowa, R.36 (1992), Nr 1-6[13].
- „Rozbić nieprzejrzystość świata” w Konteksty – Polska Sztuka Ludowa, Numer 2023/3 (342)[14].